# Ornithogalum trichophyllum
Ornithogalum trichophyllum là một loài thực vật có hoa trong họ Măng tây. Loài này được Boiss. mô tả khoa học đầu tiên năm 1859.

## Hình ảnh

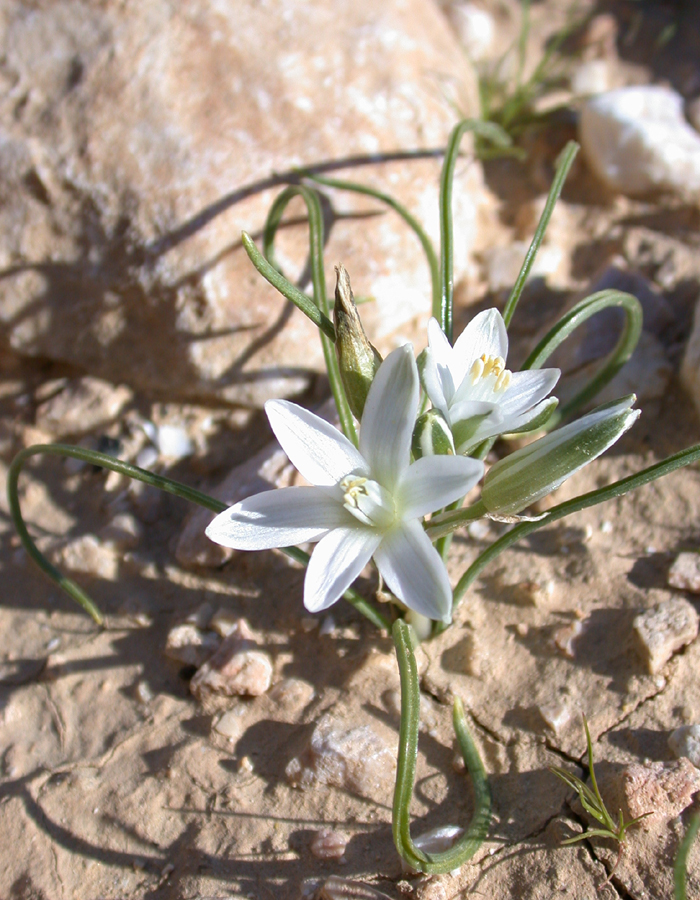